# Études modernes
Les études modernes sont une matière du système scolaire écossais, actuellement enseignée du National 3 au Advanced Higher. Il concerne les questions sociales et politiques contemporaines, ainsi que les processus politiques, dans les contextes écossais, britannique et international,,. Cette matière est enseignée en Écosse depuis les années 1960 et est reconnue pour avoir accru les connaissances politiques des étudiants.